# Тимчасове ввезення (вивезення)
Тимчасове ввезення (вивезення) — митний режим, відповідно до якого товари можуть ввозитися на митну територію України чи вивозитися за межі митної території України з обов'язковим наступним поверненням цих товарів без будь-яких змін, крім природного зношення чи втрат за нормальних умов транспортування.
Рішення про допущення товарів до переміщення через митний кордон України в режимі тимчасового ввезення (вивезення) приймається митним органом у порядку, що визначається Кабінетом Міністрів України. Митні органи не допускають товари до переміщення в режимі тимчасового ввезення (вивезення), якщо немає можливості встановити надійність їх ідентифікації, а також у разі відсутності гарантій їх повернення.
Загальний строк тимчасового ввезення (вивезення) товарів становить один рік з дня ввезення на митну територію України (вивезення з митної території України).
Розпорядження товарами, щодо яких закінчилися строки тимчасового ввезення (вивезення):
- вивезти (ввезти) ці товари згідно із зобов'язанням, наданим митному органу;
- або заявити про зміну митного режиму, що допускається щодо таких товарів з додержанням вимог Митного кодексу України та інших законодавчих актів України[1] .